# Municipio de Trout Lake (Míchigan)
El municipio de Trout Lake (en inglés: Trout Lake Township) es un municipio ubicado en el condado de Chippewa en el estado estadounidense de Míchigan. En el año 2010 tenía una población de 384 habitantes y una densidad poblacional de 1,03 personas por km².

## Geografía
El municipio de Trout Lake se encuentra ubicado en las coordenadas 46°12′30″N 84°57′8″O / 46.20833, -84.95222. Según la Oficina del Censo de los Estados Unidos, el municipio tiene una superficie total de 372 km², de la cual 366,2 km² corresponden a tierra firme y (1,56 %) 5,8 km² es agua.

## Demografía
Según el censo de 2010, había 384 personas residiendo en el municipio de Trout Lake. La densidad de población era de 1,03 hab./km². De los 384 habitantes, el municipio de Trout Lake estaba compuesto por el 89,32 % blancos, el 7,81 % eran amerindios, el 0,52 % eran asiáticos, el 0,52 % eran de otras razas y el 1,82 % eran de una mezcla de razas. Del total de la población el 0,78 % eran hispanos o latinos de cualquier raza.